# Grande Assemblea Nazionale Turca
La Grande Assemblea Nazionale Turca (in turco Türkiye Büyük Millet Meclisi), usualmente abbreviata in TBMM o Parlamento (in turco Meclis), è l'organo parlamentare unicamerale della Repubblica di Turchia e l'unico organismo che abbia prerogative legislative in base alla Costituzione turca. 
Fu istituita ad Ankara il 23 aprile 1920, mentre era in atto la Guerra d'indipendenza turca, essendo questo uno snodo fondamentale nella visione politica elaborata da Mustafa Kemal Atatürk e dai suoi compagni di lotta per dar vita a uno Stato nuovo, distante da ciò che sopravviveva ancora dell'Impero ottomano l'indomani della prima guerra mondiale.

## Storia
La Turchia ha avuto una storia parlamentare anche prima della creazione dell'attuale parlamento nazionale. Ciò è avvenuto nelle ultime fasi di vita dell'Impero ottomano, quando, al Parlamento ottomano di Istanbul, si volle contrapporre, ai primi del terzo decennio del XX secolo, un parlamento rivoluzionario di orientamento nazionalista e repubblicano, con sede ad Ankara, cui fu dato lo stesso nome di Grande Assemblea Nazionale.

### Esperienza parlamentare prima dell'età repubblicana

#### Impero ottomano
Vi furono due esperienze parlamentari nell'Impero ottomano. La prima è legata alla prima Costituzione, in vigore per appena due anni, che videro l'indizione di ben due elezioni. Dopo la prima vi furono due fasi critiche nel governo, derivanti dalla guerra russo-turca del 1877-1878, che ebbero forti riflessi in parlamento, tanto che alla legislatura fu posto fine dal Sultano, che convocò una nuova elezione il 28 giugno 1877. Alla seconda legislatura fu ugualmente posto termine dal Sultano Abdul Hamid II il 14 febbraio 1878, col ritorno allo Stato assoluto e con la sospensione della Costituzione (qānūn asāsī) ottomana del 1876, che era scaturita dalle riforme democratiche avviate nella prima età riformista.
La seconda epoca costituzionale si considera sia in iniziata il 23 luglio 1908. La Costituzione, che era stata stilata per il primo Parlamento ottomano, includeva il controllo dell'operato politico del Sultano da parte di appositi organismi pubblici e si concluse nel 1909, 1912, 1914 e 1916, in una sessione nota come "Dichiarazione di libertà". Molti dei moderni diritti parlamentari che non erano garantiti nella prima Costituzione, come l'abolizione del diritto del Sultano di deportare i sudditi che erano responsabili di attività criminose, o come l'istituzione di una stampa libera, o il bando della censura. La libertà di tenere incontri e di dar vita all'attività dei partiti politici fu riconosciuta e il governo sultanale (e non più il Sultano) era chiamato ad assumersi la responsabilità del corretto andamento di tutto ciò.
Durante le due epoche costituzionali, il parlamento ottomano fu denominato Assemblea Generale dell'Impero ottomano ed era bicamerale. La Camera alta era il Senato dell'Impero ottomano, i componenti del quale erano nominati per cooptazione da parte del Sultano. Le funzioni di Gran Vizir, il secolare supremo incarico governativo dell'Impero, si adeguò all'incarico che negli Stati europei era quello del Primo ministro, e così avvenne per il Presidente del Senato.

La Camera bassa dell'Assemblea Generale era la Camera dei Deputati, i cui membri erano eletti dai sudditi.

#### Istituzione del Parlamento nazionale

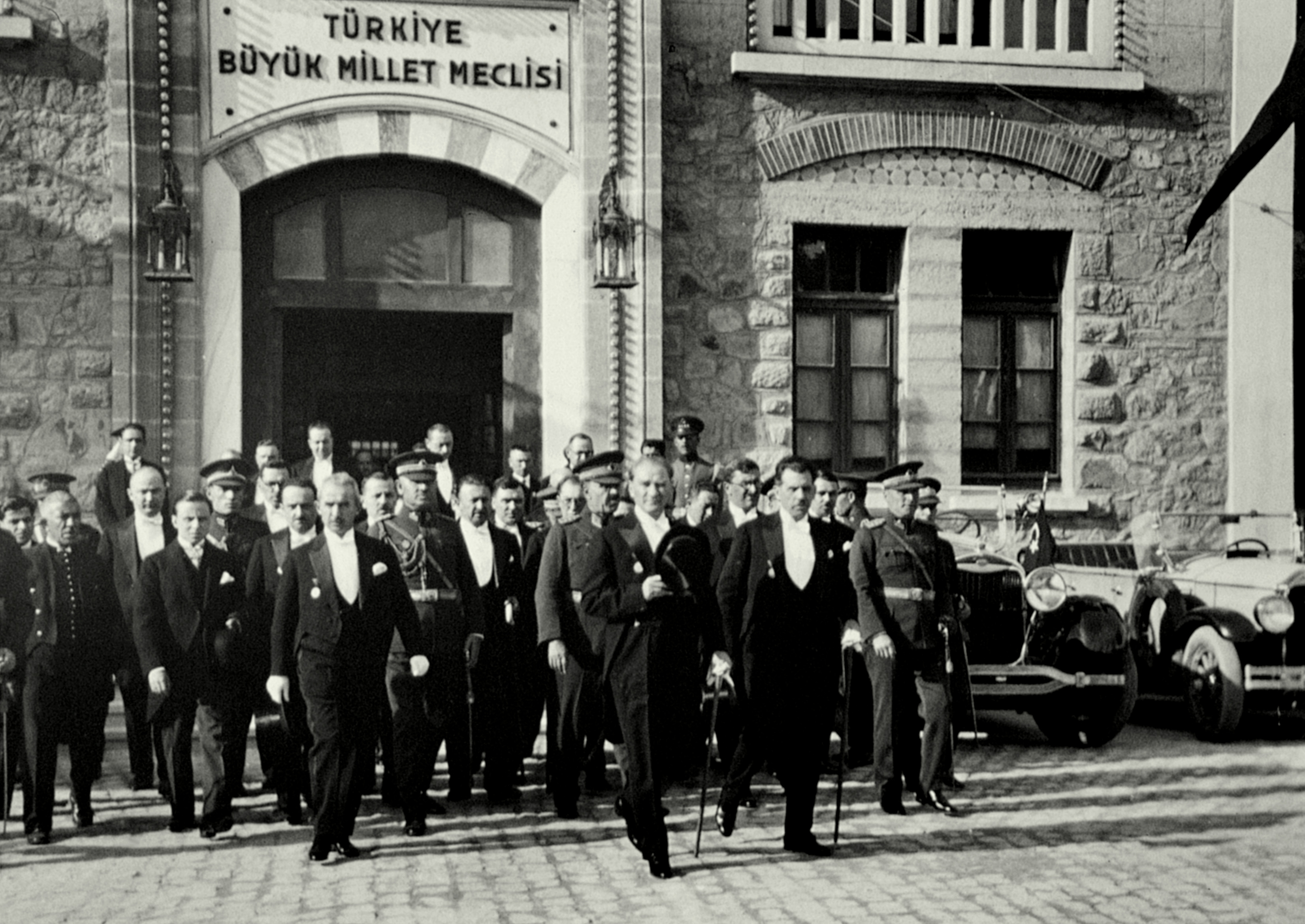
Il Presidente Atatürk e suoi colleghi mentre lasciano la sede della Grande Assemblea Nazionale Turca (oggi Museo della Repubblica) dopo una riunione per il settimo anniversario della fondazione del moderno Stato della Repubblica di Turchia (1930).

Dopo la prima guerra mondiale, i vittoriosi Alleati progettarono la smembramento dello sconfitto Impero ottomano grazie al Trattato di Sèvres. L'esistenza politica della nazione turca doveva essere completamente eliminata, a parer loro, salvo per alcune piccole regioni. Il sentimento nazionalista turco sorse in Anatolia, dando immediatamente vita al Movimento Nazionale Turco. Gli sviluppi politici durante questo periodo ebbero un impatto duraturo che continua ancor oggi a influenzare il carattere della nazione turca. Durante la guerra d'indipendenza turca, Mustafa Kemal sostenne l'idea che ci sarebbe stato solo un modo per la liberazione del popolo turco a seguito della sconfitta nella prima guerra mondiale, più precisamente tramite la creazione di uno Stato turco indipendente e sovrano. Il Sultanato fu abolito nel 1922 dal Parlamento di recente costituzione, aprendo la strada alla proclamazione ufficiale della Repubblica il 29 ottobre del 1923.

#### Transizione ad Ankara
Mustafa Kemal, in un discorso tenuto il 19 marzo 1920, annunciò che "un'Assemblea che sarà in possesso di poteri straordinari si riunirà ad Ankara" e comunicò le modalità in base alle quali i suoi componenti avrebbero partecipato all'Assemblea, sarebbero stati eletti e la necessità di procedere a elezioni, al massimo entro 15 giorni. Stabilì anche che i membri del disciolto parlamento ottomano avrebbero del pari partecipato all'Assemblea di Ankara, per accrescere il potere di rappresentanza del nuovo parlamento. Tali elezioni furono svolte nel 1920 come programmato, secondo le modalità osservate per la precedente Camera dei Deputati ottomana, al fine d'individuare i primi componenti della nuova Assemblea turco-repubblicana. Questa Grande Assemblea Nazionale tenne la sua prima seduta il 23 aprile 1920. Da tale data, fino alla fine della Guerra d'indipendenza turca, nel 1923, il governo provvisorio della Turchia fu meglio noto come Governo della Grande Assemblea Nazionale.

### Età repubblicana

#### 1923–1945

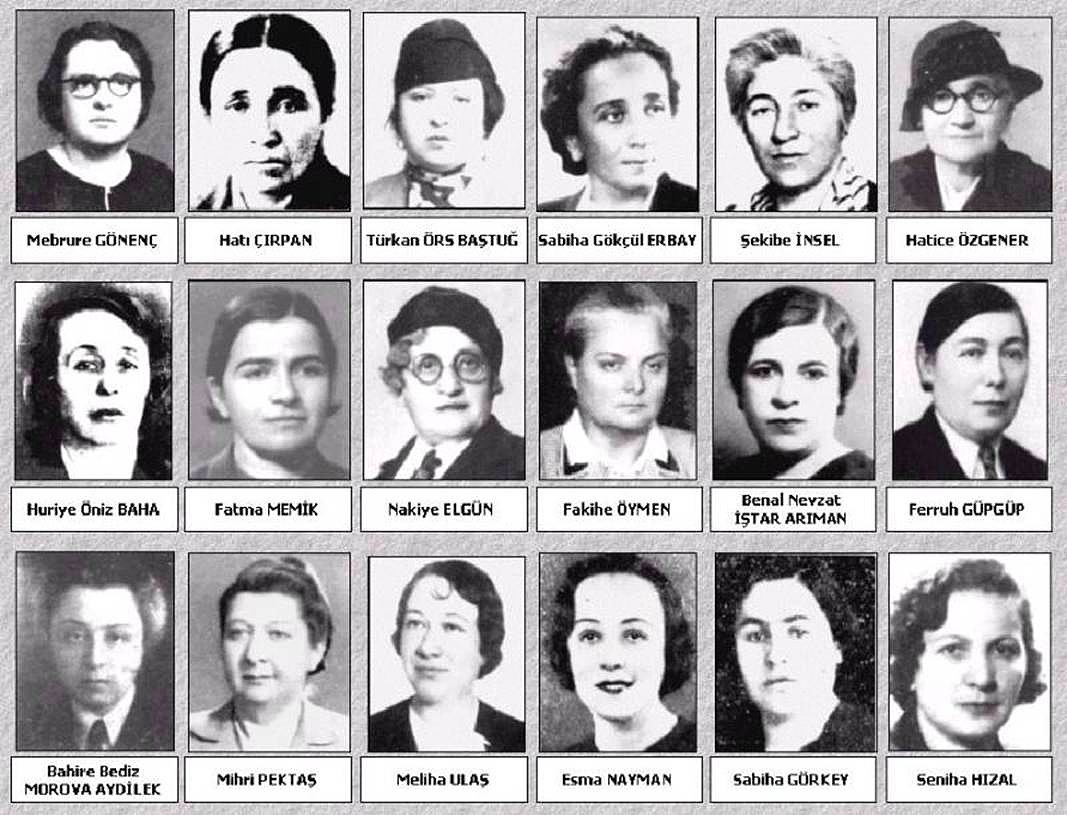
Diciotto deputate donne raggiungono il Parlamento turco con le elezioni generali del 1935, in un'epoca in cui le donne, in un significativo numero di Paesi europei, non avevano neppure diritto di voto. Nel 1993 Tansu Çiller divenne il Primo ministro della Turchia

Il primo passo per elezioni multi-partitiche nell'età repubblicana fu fatto nel 1924 con la creazione del Terakkiperver Cumhuriyet Fırkası (Partito Progressista Repubblicano), su richiesta di Mustafa Kemal, che fu chiuso dopo vari mesi. A seguito di un governo monopartitico durato 6 anni, dopo la fondazione del Serbest Fırka da parte di Ali Fethi Okyar, ancora su richiesta di Mustafa Kemal, nel 1930 alcuni violenti disordini ebbero luogo (specialmente nelle regioni turche orientali. Il Partito Liberale Repubblicano fu sciolto il 17 novembre 1930 e non si tentò più di dar vita a una democrazia multipartitica fino al 1945.

#### 1945–1960
Nuova vita al periodo del multipartitismo in Turchia fu data con la fondazione del Partito dello Sviluppo Nazionale (Milli Kalkınma Partisi) da parte di Nuri Demirağ, nel 1945. Il Partito Democratico fu istituito l'anno successivo, e vinse le elezioni generali del 1950; uno dei suoi esponenti, Celâl Bayar, divenne Presidente della Repubblica, e un altro, Adnan Menderes, Primo ministro.

#### 1960–1980

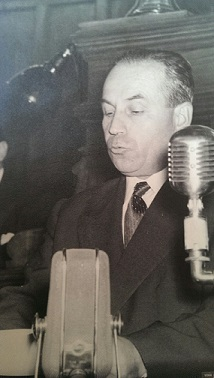
Halil Sezai Erkut durante un discorso.

Dopo che le forze militari intervennero nella vita politica del paese il 27 maggio 1960, il primo ministro Adnan Menderes, il presidente Celal Bayar e tutti i ministri e membri dell'Assemblea furono arrestati. L'assemblea fu chiusa. Il Comitato di unità nazionale, CNU (Milli Birlik Komitesi), assunse tutti i poteri dell'Assemblea con una costituzione provvisoria e iniziò a dirigere il paese. Il potere esecutivo era usato dai ministri nominati dal CNU.
I membri del CNU hanno iniziato a lavorare su una nuova e completa costituzione. L'Assemblea Costituente (Kurucu Meclis), composta da membri del CNU e membri della Camera dei Rappresentanti, fu istituita per redigere una nuova costituzione il 6 gennaio 1961. La Camera dei Rappresentanti consisteva di quelli nominati dal CNU, rappresentanti designati da due parti di quel tempo (PRP e Partito Nazionale dei Villaggi Repubblicani, RVNP), e rappresentanti di varie associazioni professionali.
Il testo costituzionale redatto dall'Assemblea Costituente è stato presentato agli elettori in un referendum il 9 luglio 1961 ed è stato accettato dal 61,17% degli elettori. La Costituzione del 1961, la prima preparata da un'Assemblea costituente e la prima ad essere presentata al popolo in un referendum, includeva innovazioni in molte materie.
La Costituzione del 1961 prevedeva un tipico sistema parlamentare. Secondo la Costituzione, il Parlamento era bicamerale. Il potere legislativo era attribuito alla Camera dei Rappresentanti e al Senato, mentre l'autorità esecutiva era conferita al Presidente e al Consiglio dei Ministri. La Costituzione prevedeva una Corte costituzionale.
La Costituzione del 1961 regolava i diritti e la libertà fondamentali, compresi i diritti economici e sociali, su un ampio spettro e adottò i principi di uno stato sociale democratico e dello stato di diritto. La Costituzione del 1961 subì molti cambiamenti completi dopo il Memorandum militare del 12 marzo 1971, ma continuò ad essere in vigore fino al colpo di stato militare del 1980

#### 1980–oggi
A seguito del colpo di Stato militare del 1980, il Senato fu sciolto e il Parlamento turco tornò ancora una volta a essere monocamerale, ai sensi della Costituzione tuttora in vigore approvata con referendum nazionale nel 1982.

## Composizione

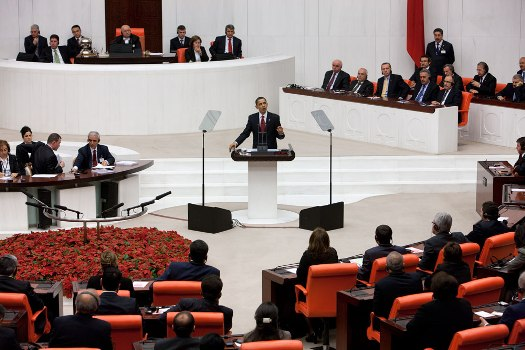
Discorso nella Grande Assemblea Nazionale Turca del Presidente degli Stati Uniti Barack Obama (6 aprile 2009).

Vi sono 600 (550 fino al 2017) membri del Parlamento (deputati) che sono eletti con mandato quadriennale secondo il metodo D'Hondt, un sistema proporzionale basato su 85 distretti elettorali che rappresentano le 81 province amministrative turche (Istanbul è divisa in tre distretti elettorali, mentre Ankara e İzmir (Smirne) sono divise in due distretti ciascuna, a causa della loro numerosa popolazione. Per evitare di avere un parlamento senza maggioranza assoluta e la sua eccessiva frammentazione politica, un partito politico deve superare almeno lo sbarramento del 10% del voto nazionale per essere rappresentato in parlamento.

Come esito per una simile soglia, solo due partiti si sono aggiudicati i seggi nella legislatura dopo le elezioni del 2002, e tre in quelle del 2007. Le elezioni del 2002 hanno visto ogni partito rappresentato nel precedente parlamento restare fuori dal nuovo. Questa soglia decisamente elevata è stata ampiamente criticata a livello internazionale, ma un ricorso presentato alla Corte europea dei diritti dell'uomo non è stato accolto. Sono peraltro ammesse candidature indipendenti, al di fuori dei partiti politici strutturati secondo la legge e possono essere eletti senza dover superare lo sbarramento del 10% dei votanti.
Dalle elezioni generali turche del 2002, una maggioranza assoluta di seggi è stata attribuita ai membri del Partito per la Giustizia e lo Sviluppo (Adalet ve Kalkınma Partisi, o semplicemente AK), che guida un governo monocolore. Nel 2002, Il Partito Repubblicano del Popolo (Cumhuriyet Halk Partisi, o CHP) è stato il solo altro partito politico ad essere rappresentato in parlamento. Nelle elezioni generali del 2007, tre partiti riuscirono a superare la soglia del 10% — l'AK, il CHP e il Partito del Movimento Nazionalista (Milliyetçi Hareket Partisi, o MHP) - mentre i Curdi del Partito della Società Democratica elusero la soglia del 10% presentandosi come indipendenti; 24 di loro furono eletti, consentendo loro di costituire un proprio gruppo nell'Assemblea.

### Presidente del parlamento

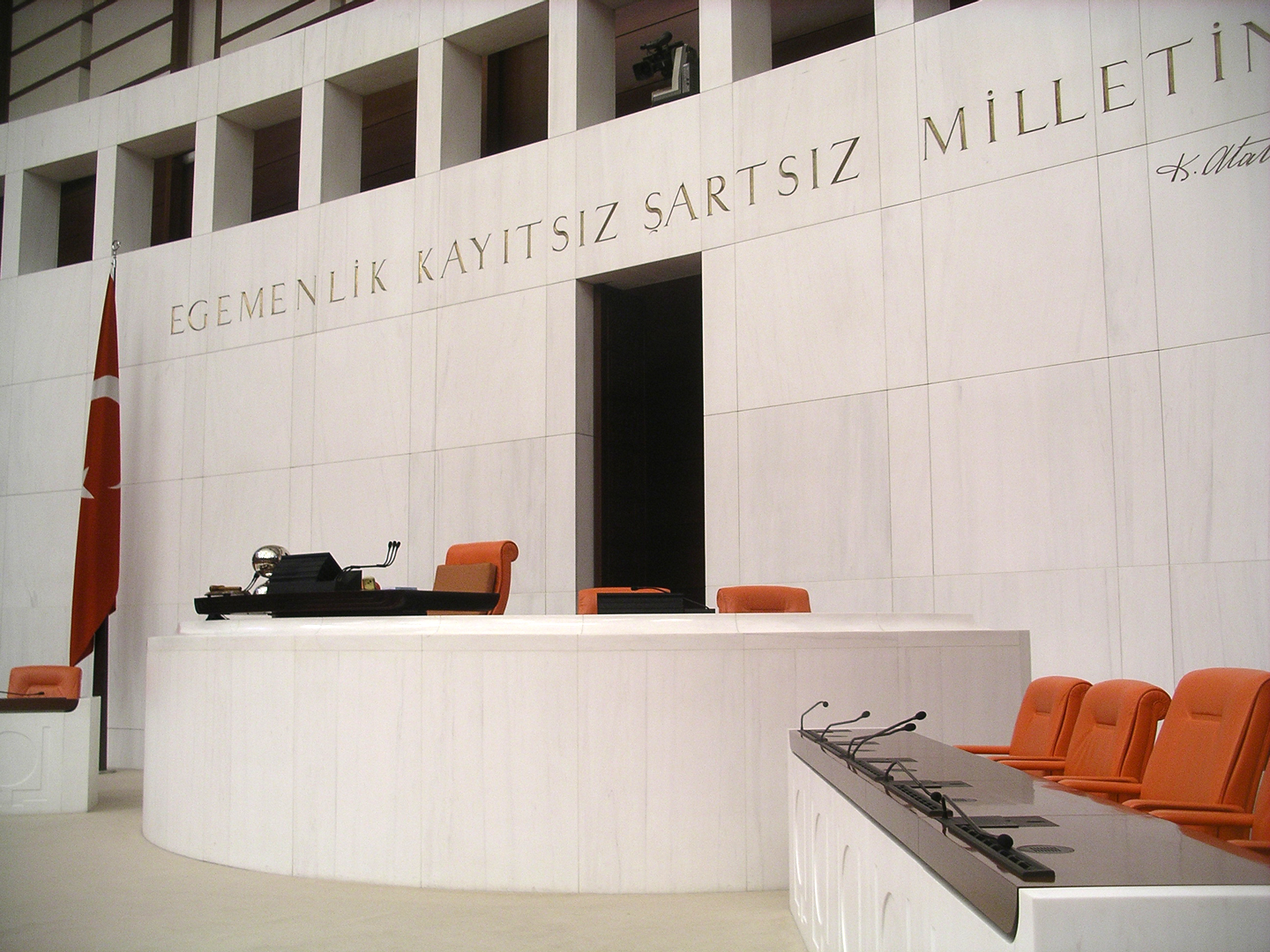
Lo scranno del Presidente del parlamento.

L'attuale Presidente del parlamento è Numan Kurtulmuş del Partito per la Giustizia e lo Sviluppo. È il 27º Presidente del parlamento turco.

### Gruppi parlamentari
I partiti che abbiano almeno 20 deputati posso formare un gruppo parlamentare. Alla fine del 2014 esistono tre gruppi parlamentari: la maggioranza appartiene all'AKP, il maggior gruppo di opposizione è il CHP e altri gruppi d'opposizione sono il MHP e il HDP.

### Commissioni

#### Commissioni specifiche
1. Commissione costituzionale (26 membri)
2. Commissione per la Giustizia (24 membri)
3. Commissione Nazionale di Difesa (24 membri)
4. Commissione Affari interni (24 membri)
5. Commissione Affari esteri (24 membri)
6. Commissione Nazionale Educazione, Cultura, Gioventù e Sport (24 membri)
7. Commissione per lo Sviluppo, Ricostruzione, Trasporti e Turismo (24 membri)
8. Commissione per l'Ambiente (24 membri)
9. Commissione per la Salute, Famiglia, Impiego, Lavori sociali (24 membri)
10. Commissione per l'Agricoltura, Foreste, Opere rurali (24 membri)
11. Commissione per l'Industria, Commercio, Energia, Risorse naturali, Informazione e Tecnologia (24 membri)
12. Commissione per il Controllo dei conti della Grande Assemblea Nazionale Turca (15 membri)
13. Commissione per l'Applicazione (13 membri)
14. Commissione per la Pianificazione e il Bilancio (39 membri)
15. Commissione delle Imprese pubbliche (35 membri)
16. Commissione sul controllo dei Diritti dell'Uomo (23 membri)
17. Commissione per l'armonizzazione con l'Unione Europea (21 membri) (non partecipa alle procedure parlamentari)

#### Commissione parlamentare per la Ricerca
Questa commissioni costituiscono uno degli strumenti attribuiti al Parlamento. La ricerca può essere avviata su richiesta del Governo, di gruppi di partiti politici o di un minimo di 20 deputati. L'impegno è attribuito a una Commissione il cui numero di componenti, durata del lavoro e sede delle attività sono stabiliti con proposta del Presidente della Camera dei Deputati, approvata dall'Assemblea Generale del Parlamento.

#### Commissioni parlamentari d'inchiesta
Queste commissioni sono istituite se ogni richiesta d'indagine provenga dal Primo Ministro e dai ministri, con l'approvazione dell'Assemblea Generale del Parlamento tramite voto segreto.

#### Commissioni internazionali
1. Assemblea Parlamentare dell'Organizzazione per la sicurezza e la cooperazione in Europa (8 membri)
2. Assemblea Parlamentare della NATO (12 membri)
3. Assemblea Parlamentare presso il Consiglio d'Europa (14 membri)
4. Assemblea Parlamentare per la Sicurezza e la Difesa dell'Unione dell'Europa occidentale (12 membri)
5. Commissione Parlamentare congiunta Turchia – Unione Europea (14 membri)
6. Unione Parlamentare dell'Organizzazione della Conferenza Islamica (5 membri)
7. Assemblea Parlamentare dell'Organizzazione per la Cooperazione economica del mar Nero (9 membri)
8. Unione dei Parlamenti Asiatici per la Pace (3 membri)
9. Assemblea Parlamentare dell'Europa e del Mediterraneo (6 membri)
10. Unione inter-parlamentare

## Palazzo del parlamento
L'attuale edificio del Parlamento è il terzo ad ospitare il parlamento nazionale. L'edificio che ospitò per la prima volta il Parlamento fu convertito dal quartier generale di Ankara del Comitato di Unione e Progresso, il partito politico che rovesciò Sultan Abdulhamid II nel 1909 nel tentativo di portare la democrazia nell'impero ottomano. Progettato dall'architetto Hasip Bey, è stato utilizzato fino al 1924 ed è ora utilizzato come locale del Museo della Guerra d'Indipendenza, il secondo edificio che ospitava il Parlamento è stato progettato dall'architetto Vedat (Tek) Bey (1873-1942) e utilizzato dal 1924 al 1960. Ora è stato convertito nel Museo della Repubblica. La Grande Assemblea Nazionale è ora ospitata in un edificio moderno e imponente nel quartiere Bakanlıklar di Ankara. Il progetto del palazzo monumentale è stato progettato dall'architetto e professore Clemens Holzmeister (1886-1983). L'edificio è stato raffigurato sul retro delle banconote da 50.000 lire turche del 1989-1999. L'edificio è stato colpito da bombardamenti aerei tre volte durante il tentativo di colpo di stato turco del 2016, con danni evidenti. Successivamente, il Parlamento ha subito una revisione nell'estate 2016.

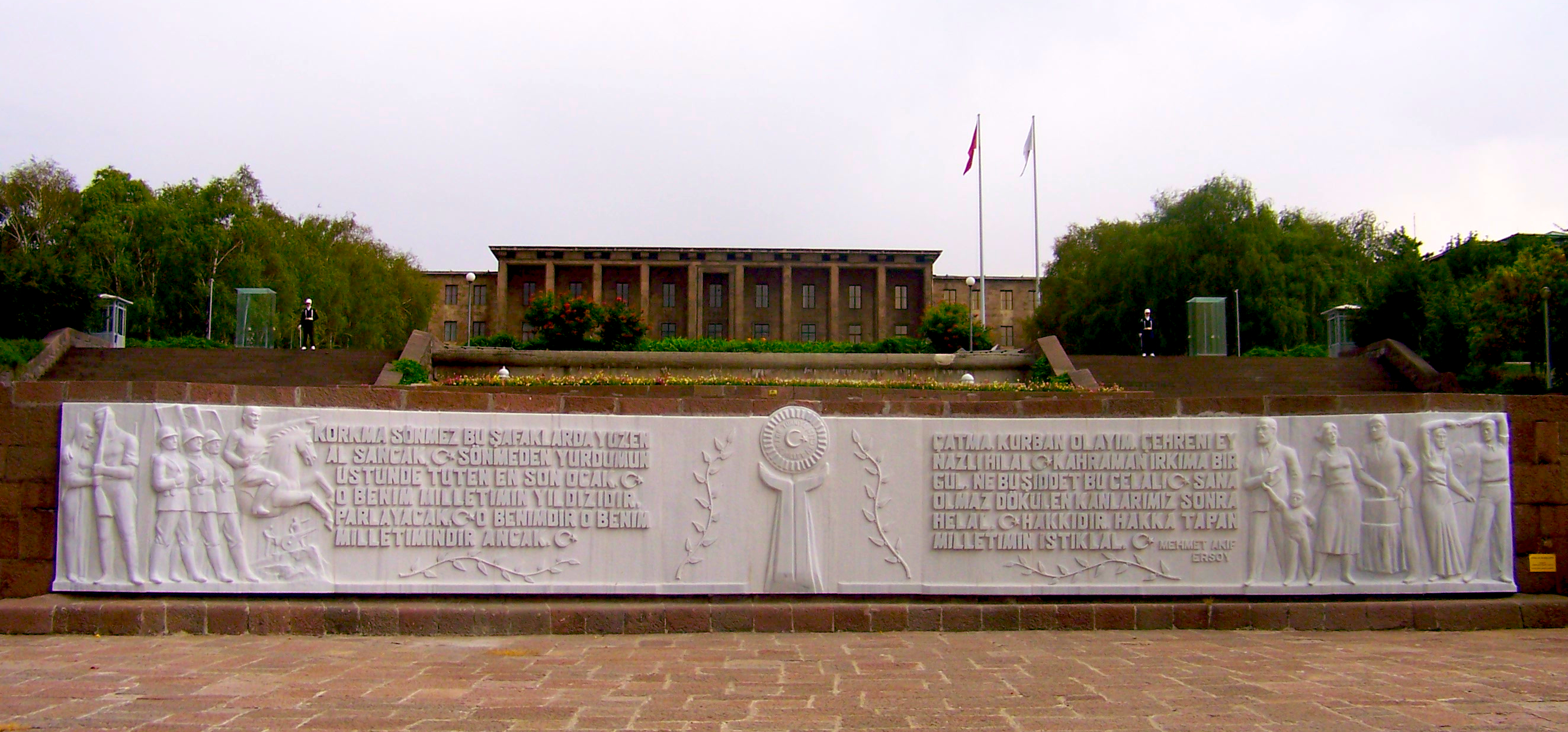
Il Parlamento attuale.
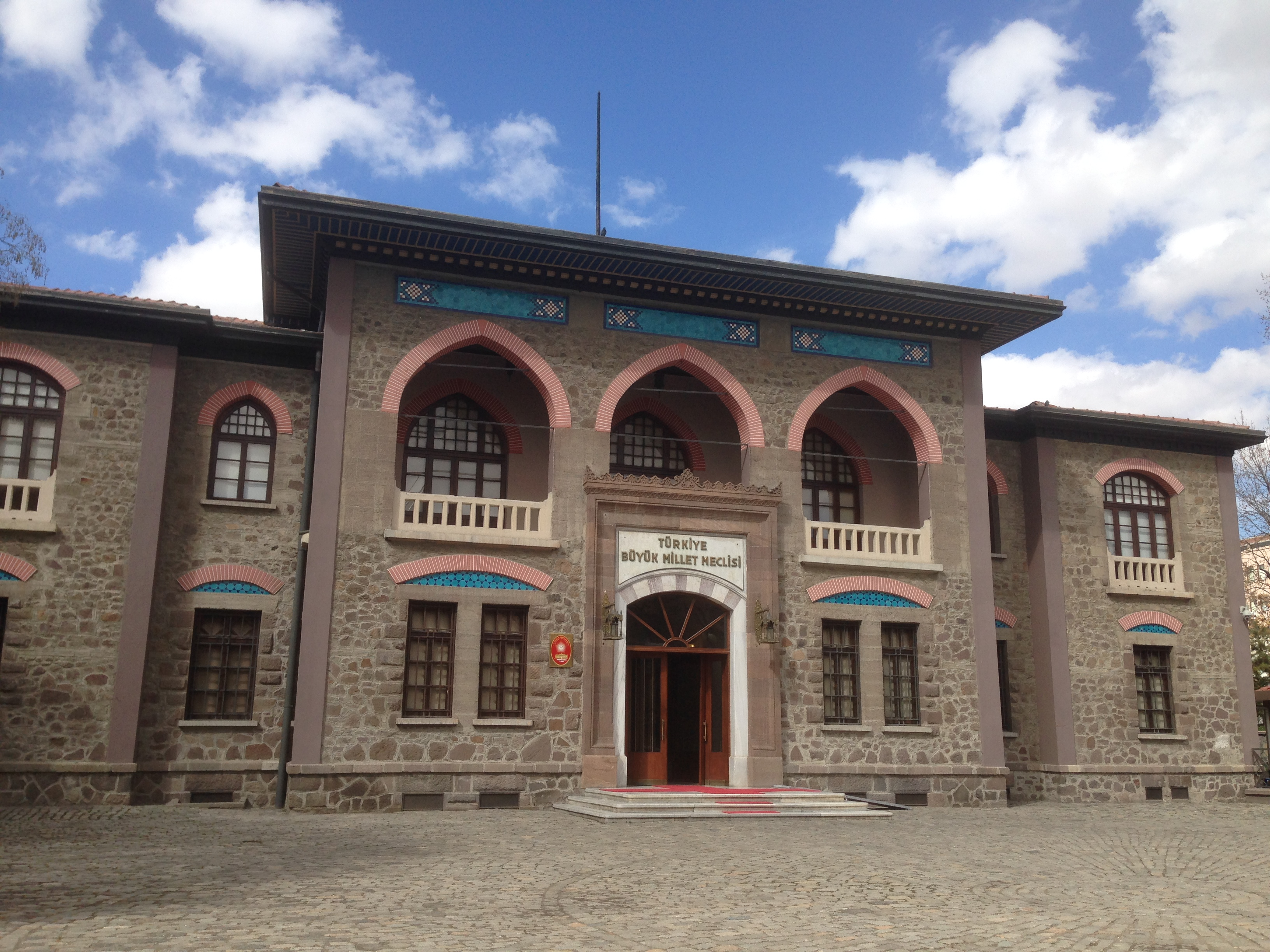
Il vecchio Parlamento.
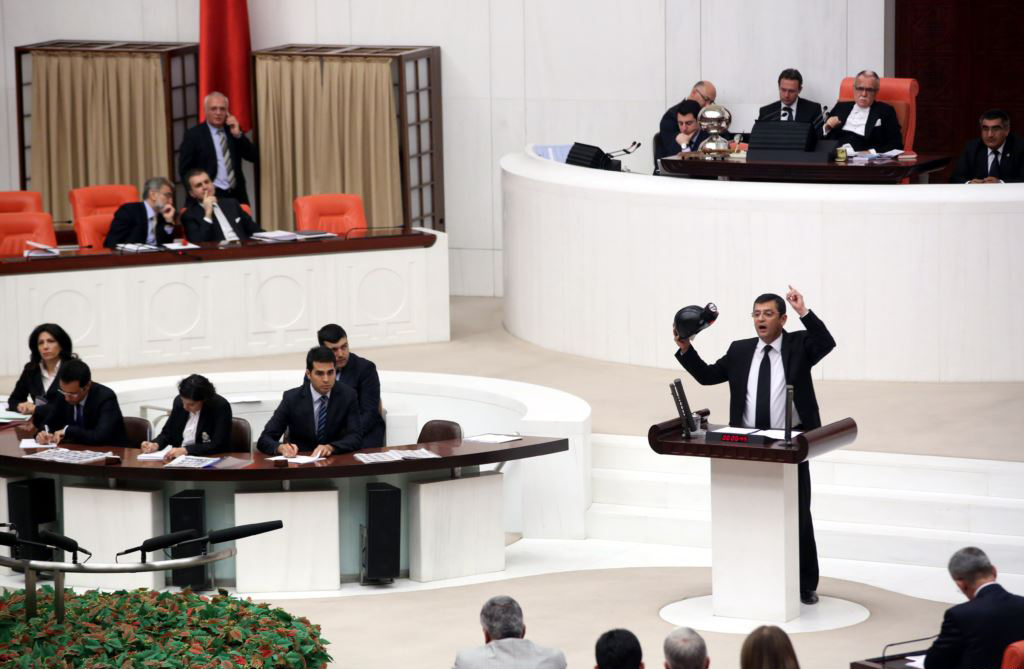
Vista del podio dell’oratore nel nuovo edificio.
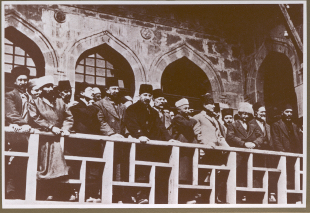
Balconata del vecchio edificio.
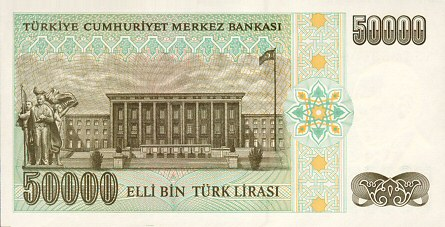
Retro della banconota da 50 000 lire turche .